# Zygophylax concinna
Zygophylax concinna is een hydroïdpoliep uit de familie Lafoeidae. De poliep komt uit het geslacht Zygophylax. Zygophylax concinna werd in 1911 voor het eerst wetenschappelijk beschreven door Ritchie. 